# Parafia św. Józefa w Suchej Górnej
Parafia św. Józefa w Suchej Górnej – parafia rzymskokatolicka znajdująca się w Suchej Górnej, w kraju morawsko-śląskim w Czechach. Należy do dekanatu Karwina diecezji ostrawsko-opawskiej.

## Historia
W 1679 po raz pierwszy wzmiankowano kaplicę w Suchej Górnej, już w 1680 zastąpioną nową kaplicą pw. św. Wacława, podległą parafii karwińskiej. Kolejną kaplicę wybudowano w 1835, a poświęcono ją Wniebowzięciu Najświętszej Maryi Panny, w granicach lokalii w Suchej Średniej. W 1864 kaplica zostaje przekształcona w kościół pw. św. Józefa, a dwa lata później wybudowano probostwo. Parafię erygowano w 1867.
Po I wojnie światowej Sucha Górna znalazła się w granicach Czechosłowacji, wciąż jednak podległa była diecezji wrocławskiej, pod zarządem specjalnie do tego powołanej instytucji zwanej: Knížebiskupský komisariát niský a těšínský. Kiedy Polska dokonała aneksji tzw. Zaolzia w październiku 1938 parafię jako jedną z 29 włączono do diecezji katowickiej, a 1 stycznia 1940 z powrotem do diecezji wrocławskiej. W 1947 obszar ten wyjęto ostatecznie spod władzy biskupów wrocławskich i utworzono Apostolską Administraturę w Czeskim Cieszynie, podległą Watykanowi. W 1978 obszar Administratury podporządkowany został archidiecezji ołomunieckiej. W 1996 wydzielono z archidiecezji ołomunieckiej nową diecezję ostrawsko-opawską.